# Sokola (wzniesienie)
Sokola (317 m) – wzniesienie pomiędzy miejscowościami Rusocice i Kamień w województwie małopolskim, powiecie krakowskim, gminie Czernichów, niemal w całości w granicach wsi Rusocice. Pod względem geograficznym znajduje się na Garbie Tenczyńskim (część Wyżyny Krakowsko-Częstochowskiej) w obrębie Rudniańskiego Parku Krajobrazowego.
Sokola jest całkowicie porośnięta lasem. Ma płaski i rozległy grzbiet, od południowo-wschodniej strony opadający do należącego do Rusocic osiedla Podskale bardzo stromym, zbudowanym z wapieni urwiskiem. Znajdują się w nim dwie skały; Mlecz i Czubatka. Mlecz (zwany też Wapiennikiem) był dawniej kamieniołomem wapienia, na obydwu skałach uprawiana jest wspinaczka skalna i białe, wapienne ściany obydwu są widoczne z daleka.
Przez Sokolę prowadzi niebieski szlak turystyczny. W kierunku północno-wschodnim Sokola przechodzi we wzniesienie Kizarka, również porośnięte lasem.